# Plaisance (Haiti)
Plaisance – miasto na Haiti, w departamencie Północnym.